# جواو أنانياس
جواو أنانياس (بالبرتغالية: João Ananias Jordão Júnior‏) هو لاعب كرة قدم برازيلي في مركز الدفاع، ولد في 12 يناير 1991 في ريسيفي في البرازيل. لعب مع دبليو كونكشن ونادي ناوتيكو.

## وصلات خارجية
- جواو أنانياس على موقع قاعدة بيانات كرة القدم.إي يو (الإنجليزية)
- جواو أنانياس على موقع Soccerway.com (الإنجليزية)